# Me (thần thoại)
Trong thần thoại Sumer, một me (𒈨; Tiếng Sumer: me; Tiếng Akkad: paršu) là những sắc lệnh hoặc sở hữu thiêng liêng của các vị thần, là nền tảng cho các thể chế xã hội, thực hành tôn giáo, công nghệ, hành vi, tập quán và điều kiện của con người để tạo nên nền văn minh. Mỗi me thể hiện một khía cạnh cụ thể của nền văn minh. Chúng là yếu tố căn bản của mối quan hệ giữa loài người và các vị thần đối với người Sumer.